# Rockwell Commander 112
Die Rockwell Commander 112 ist ein einmotoriges, viersitziges Kleinflugzeug des US-amerikanischen Herstellers Rockwell, das ab 1972 gebaut wurde. Im Jahr 1976 stellte Rockwell die turboaufgeladene Version 112TC und die mit einem größeren Triebwerk und anderen kleineren Verbesserungen ausgestattete Rockwell Commander 114 vor. Insgesamt wurden von diesen Maschinen 1.000 Einheiten gebaut, bevor die Produktion der Baureihe im Jahr 1980 eingestellt wurde.
Die Rechte an der Konstruktion wurden 1988 an Commander Aircraft verkauft. Commander Aircraft erneuerte das Interieur, führte einige kleine Verbesserungen ein und veröffentlichte im Jahr 1992 die Commander 114B. Von diesem Modell wurden circa 200 Einheiten gebaut, bevor die Produktion im Jahr 2002 ebenfalls beendet wurde. Die letzte Reinkarnation der Commander führte Commander Aircraft im Januar 2001 mit der Commander 115 ein.

## Entwicklung

### Erstproduktion

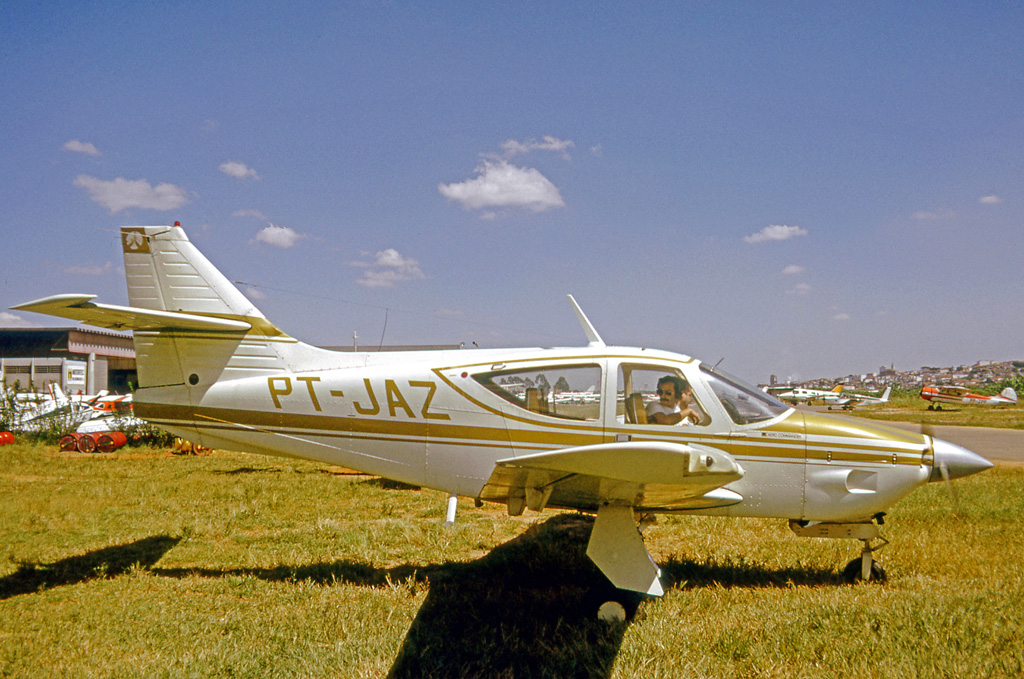
Commander 112 auf dem Campo de Marte Airport in São Paulo, 1975

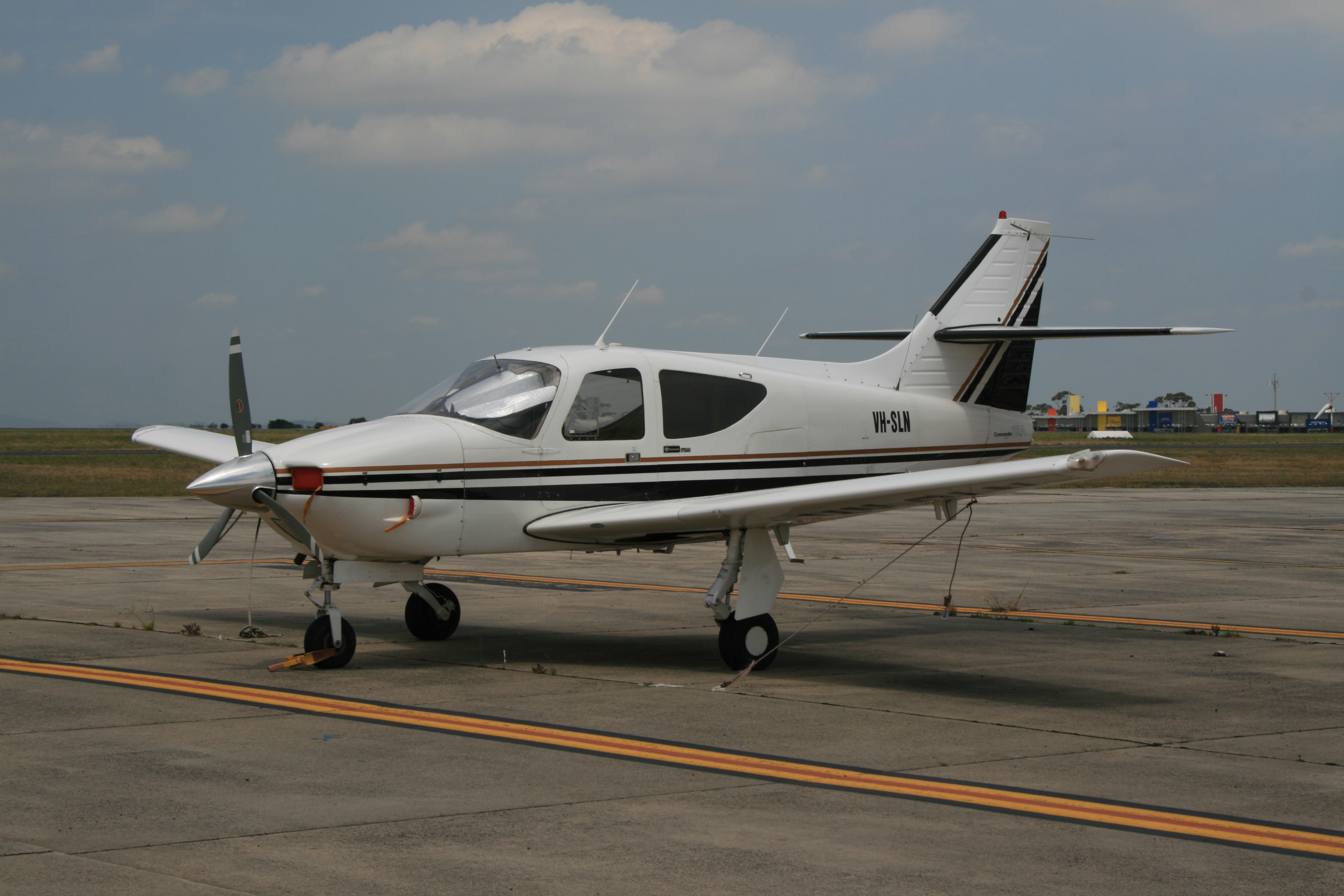
Späte Commander 112A mit vielen Ähnlichkeiten zur 114

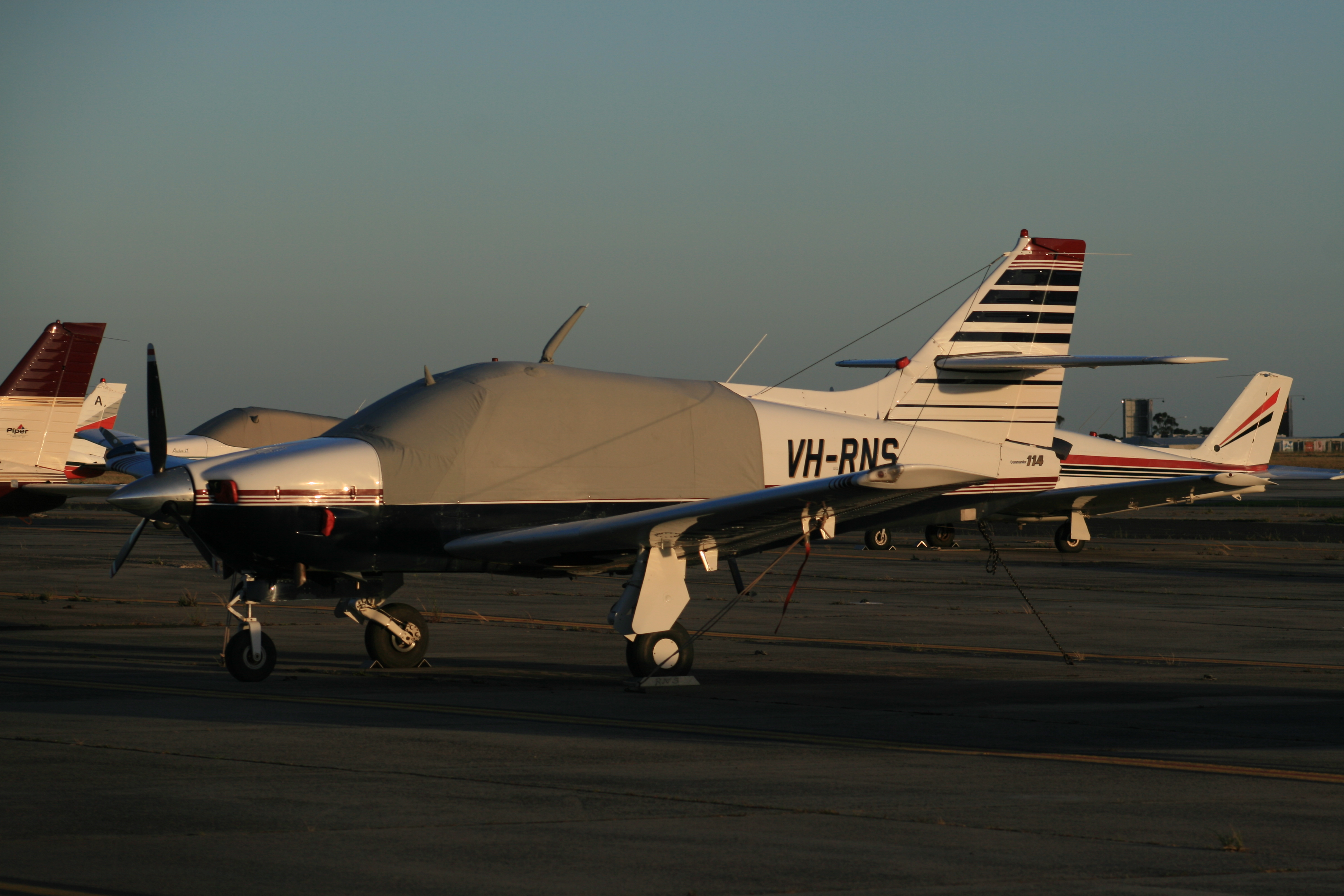
Späte Commander 114 mit veränderter Cowling und Frischlufteinlass an der Vorderkante des Leitwerks, erkennbar an der roten Abdeckung

Im Jahr 1970 entwickelte die Abteilung „Aero Commander“ von Rockwell eine neue Flugzeugbaureihe, die alle Modelle von einem Viersitzer mit starrem bis hin zu einem zweimotorigen Sechssitzer mit einziehbarem Fahrwerk abdecken sollte. Die ersten Modelle der Baureihe waren zwei Versionen eines viersitzigen Tiefdeckers – die Commander 111 mit starrem und die Commander 112 mit einziehbarem Bugradfahrwerk. Die 111 sollte zu einem Preis von 17.950 (inflationsbereinigt 125.258) US-Dollar, die 112 für 22.100 (inflationsbereinigt 154.217) US-Dollar verkauft werden. Von der Commander 111 wurden jedoch nur zwei Prototypen hergestellt, bevor das Unternehmen entschied, nur die Commander 112 in Serie zu bauen.
Der Entwurf verfügte über ein modernes Design und einen erheblich größeren Innenraum als ältere Muster wie die Piper Cherokee und die Beechcraft Bonanza. Oder wie ein Rezensent es ausdrückte:

“If people bought airplanes based on looks and roominess alone, there would likely be a lot more Rockwell Commanders out in the field. This stout, four-seat single has a stylish look that is noticeably absent among many airplane designs dating to the 1950s and '60s. On the ramp the Commander's rakish nose, towering tail, and upright stance set it apart from its dowdy-looking competitors. Likewise, its interior volume is closer to that of a cabin-class twin than other four-seat singles.”

„Würden Flugzeuge nur auf Basis von Aussehen und Geräumigkeit gekauft, gäbe es wahrscheinlich wesentlich mehr Rockwell Commander. Dieser stämmige, einmotorige Viersitzer hat ein elegantes Aussehen, das vielen Flugzeugen aus den 1950er und 1960er Jahren fehlt. Durch ihre schnittige Nase, das hochragende Heck und die gesamte aufrechte Haltung setzt sich die Commander klar von ihren hausbackenen Konkurrenten ab. Genauso ist ihr Innenraum näher an dem eines zweimotorigen Kabinenflugzeug dran als andere einmotorige Viersitzer.“

Das Design wurde darauf ausgelegt, den damals neuen FAR Part 23 für Leichtflugzeuge zu genügen, die Wert auf Windböenbeständigkeit und Vorbeugung von Materialermüdung legten. Die resultierende Konstruktion verfügte daher über eine beträchtliche Beanspruchbarkeit – eine Eigenschaft, die von Rockwell ausführlich vermarktet wurde. Bedauerlicherweise wirkt sie sich auf die Leistungsfähigkeit aus, wodurch die Commander 112 geringfügig langsamer als ähnliche Maschinen wie die Piper Arrow war.
Nachdem ein Prototyp der Commander 112 aufgrund eines gebrochenen Hecks abgestürzt war, wurde das Heck neu konstruiert. Dadurch wurde die Auslieferung der ersten Maschine bis Ende 1972 verzögert. Die aus dem Vorfall resultierenden Änderungen führten auch zu einer Erhöhung des Gewichts und damit dazu, dass die Commander 112 erheblich untermotorisiert war. Der Prototyp der 112 wurde von einem Lycoming O-360 mit 180 PS (132 kW) angetrieben, der für die Serienproduktion durch einen IO-360 mit 200 PS (147 kW) ersetzt wurde. Dennoch war die Maschine weiterhin untermotorisiert. Eine weitere Beeinträchtigung war, dass die Türen aus GFK nicht richtig passten und zur Undichtigkeit neigten.

### Neue Versionen
Nach 123 gebauten Flugzeugen wurden 1974 einige Verbesserung eingeführt was zur Commander 112A führte. Die GFK-Türen wurden durch Türen aus Aluminium ersetzt, was das Gewicht weiter erhöhte, aber zu einem leiseren Innenraum führte. Die Tragflächen wurden ebenfalls verändert, wodurch die Tankkapazität vergrößert und das MTOW um 100 lb (45 kg) auf 2.650 lb (1.202 kg) erhöht wurde. Nach weiteren 30 gebauten Einheiten bot Rockwell eine Option zur weiteren Erhöhung der Tankkapazität von 48 auf 68 US-Gallonen an.
Im Jahr 1976 wurden zwei neue Modelle der Baureihe hinzugefügt – die Commander 112TC mit einem turboaufgeladenen Motor mit 210 PS (154 kW) und einem MTOW von 2.850 lb (1.293 kg) und die Commander 114 mit einem Lycoming IO-540 mit sechs Zylindern und 260 PS (191 kW). Die 112TC hat eine signifikant höhere Reisegeschwindigkeit von 160 kn (296 km/h) in größeren Flughöhen bis zu 20.000 ft (6.096 m) und eine um 32 in (0,8 m) vergrößerte Spannweite. Die schwache Steigleistung macht diese Vorteile aber nur auf langen Flügen nutzbar, bei denen die Steigzeit keine Rolle spielt. Im Vergleich besitzt die 114 ein weit besser geeignetes Triebwerk, das etwa die gleiche Reisegeschwindigkeit auch in geringeren Höhen und durch die höhere Leistung eine weit bessere Steigleistung bietet.
Im Jahr 1977 wurde die Erhöhung der Spannweite des TC-Modells auch beim Basismodell 112 angewandt woraus die Commander 112B entstand. Die 112B verfügte so über ein erhöhtes MTOW von 2.800 lb (1.270 kg) und damit über eine respektable Nutzlast von 1.000 lb (454 kg). Die Produktion der 112B endete im Jahr 1979, während die 112TC mit einer Erhöhung des MTOW um 50 lb (22,7 kg) und anderen kleinen Änderungen weiterentwickelt wurde. Die offensichtlichste Änderung war eine komplette Neugestaltung der Avionik mit einem Dreiachsenautopilot. Dieses verbesserte Modell war die 112TCA Alpine. Die Verbesserungen boten nur wenig mehr Leistungsfähigkeit als die ursprüngliche 112TC. Das Flugzeug war aber teurer als Angebote anderer Hersteller. Weitere kleine Verbesserungen wie ein Dreiblattpropeller und ein nochmals leicht erhöhtes MTOW von 3.250 lb (1.474 kg) bildeten die 114A Gran Turismo. Die 112TCA und die 114A blieben bis 1980 in Produktion, bevor Rockwell die Baureihe mit über 1.000 ausgelieferten Exemplaren einstellte.

### Commander Aircraft
Nach dem Ende der Produktion verkaufte Rockwell die Rechte an sämtlichen Konstruktionen der Aero-Commander-Sparte im Jahr 1981 an Gulfstream Aerospace. Gulfstream war jedoch ausschließlich an der Aero Commander 500 interessiert und nahm die Produktion der Commander-112/114-Serie nicht mehr auf. 1988 verkaufte Gulfstream entsprechende Rechte dann an Randall Greene, der Commander Aircraft gründete, um Betreuung für die existierenden Flugzeuge zu bieten und neue Flugzeuge zu bauen.
Die Konstruktion erhielt viele Verbesserungen und wurde im Jahr 1992 als Commander 114B wieder produziert. Unter den Änderungen waren eine windschnittigere Cowling, eine verstärkte Zelle, Änderungen an verschiedenen Lufteinlässen und ein neuer Propeller. Dadurch wurde die Reisegeschwindigkeit um 8 kn (15 km/h) erhöht und damit die Konkurrenzfähigkeit mit ähnlichen Mustern anderer Hersteller verbessert. Weitere maßgebliche Änderungen wurden am Interieur vorgenommen. Dabei handelte es sich um eine hochqualitative Lederinnerausstattung, Leselampen, verbesserten Lärmschutz und eine optionale, leistungsfähige Klimaanlage. Carl Marbach von AVweb drückte es so aus: „Ein ultrageräumiges Interieur, das mehr wie ein Luxuauto als eine Sardinenbüchse aussieht.“
1995 kam die 114TC hinzu, bei der es sich um eine 114B mit turboaufgeladenem Triebwerk mit einer Leistung von 260 PS (191 kW) handelt. Primär wurde damit die Reisegeschwindigkeit in großen Flughöhen auf knapp über 200 kn (370 km/h) erhöht. Das Unternehmen vermarktete das Flugzeug hauptsächlich in unkonventionellen Märkte – speziell bei leitenden Angestellten der Wall Street – über Magazine und Zeitungen wie dem Wall Street Journal, Forbes und der Zeitschrift Fortune sowie bei Geschäftsleuten im Mittleren Osten, für die die extrem leistungsfähige Klimaanlage gedacht war.
Im Januar 2000 führte das Unternehmen die Modelle Commander 115, angetrieben von einem Lycoming IO-540 mit 260 PS (191 kW), und 115TC, angetrieben von einem Lycoming TIO-540 mit 270 PS (199 kW) ein. Die Maschinen ähneln äußerlich ihren Vorgängern 114 und 114TC, verfügen aber über eine Tankkapazität von 90 US-Gallonen und eine überarbeitete Avionik. Neben diesen Verbesserung waren verschiedene Sonderausstattungen wie ein Enteisungssystem von TKS verfügbar.

### Commander Premier Aircraft
Im Jahr 2005 wurde durch über fünfzig Commander-Eigentümern die Commander Premier Aircraft Corporation (CPAC) gegründet, um die Verfügbarkeit von Ersatzteilen zu gewährleisten. Das Unternehmen kaufte die Aktiva vom Insolvenzverwalter der Commander Aircraft in der Mitte des Jahres 2005 und zog sämtliche Produktionsausrüstung von Oklahoma City an einen neuen Standort in Cape Girardeau in Missouri.
Zusätzlich zur Produktion der 115 und der 115TC war der Vertrieb der 115AT („Advanced Trainer“), einer abgespeckten Version mit einfachem Interieur an Flugschulen, die ein Hochleistungsschulflugzeug suchen geplant.
Commander Premier Aircraft sollte im Jahr 2009 an Aero-Base, ein Unternehmen des kanadischen Investors Ronald G. Strauss verkauft werden. Obwohl Commander Premier Aircraft keine tragfähige Produktion von Flugzeugen in seiner von der Stadt finanzierten Fabrik aufbauen konnte, fertige es zumindest Flugzeugteile und bot Kundendienst für die Flugzeuge. Im Oktober 2011 wurde der im Eigentum der Stadt befindliche Commander-Premier-Aircraft-Hangar aufgrund ausstehender Mietzahlungen zwangsgeräumt. Im Mai 2012 musste das Unternehmen Insolvenz anmelden, da die Transaktion mit Strauss keine Fahrt aufnahm. Ein nicht benanntes Unternehmen, das nicht mit Strauss in Verbindung steht, zeigte ebenfalls Interesse an Commander Premier Aircraft.

### Super Commander
Jim Richards kaufte eine Commander 114 Baujahr 1977 und war von deren Leistungsfähigkeit enttäuscht. Daher suchte er nach einer Lösung. Diese präsentierte sich in dem 1997 vorgestellten Lycoming IO-580, der mit 320 PS (235 kW) signifikant mehr Leistung besitzt als der Standardmotor der Commander 114 mit 260 PS (191 kW). Richards gründete die Aerodyme Corporation, um Umbausätze anzubieten. Diese Umbausätze bestehen aus dem Motor, einem dreiblättrigen Scimitar-Propeller von Hartzell mit einem Durchmesser von 78 in (2 m) und einer überarbeiteten Cowling. Mindestens eine Commander 115 wurde ebenfalls umgebaut und wurde so zur „Super Commander“.

## Beschreibung
Die Commander 112 und Commander 114 sind konventionelle Tiefdecker mit Kreuzleitwerk. Das Höhenleitwerk liegt dadurch außerhalb des Propellerluftstroms, was zu einer schwierigeren Handhabung bei geringen Geschwindigkeiten führt.
Die Kabine ist 47 in (1,19 m) breit und 49 in (1,24 m) hoch (zum Vergleich bei der Piper Arrow: 42 in (1,07 m) Breite, 49 in (1,24 m) Höhe) und damit die geräumigste Kabine zu dieser Zeit. Im Gegensatz zu den meisten anderen Mustern, die eine normalgroße Tür auf der Passagierseite und eine verkleinerte oder gar keine Tür auf der Pilotenseite besitzen, verfügt die Commander über zwei Türen in voller Größe.
Die Tragfläche hat eine signifikante V-Stellung und das Hauptfahrwerk ist vollverkleidet einziehbar. Das Bugrad verfügt über einen Längslenker für zusätzlichen Federweg und weichere Landungen. Als Teil des Upgrades erhielten 112B, 112TC.A und 114A größere Haupträder und Scheibenbremsen.
Sowohl Tragflächen als auch Rumpf wurden mit neuen Fertigungsmethoden gebaut, bei denen sie aus Teilstücken zusammengesetzt anstatt aus vielen einzelnen Teilen zusammengenietet wurden. Dadurch hat das Flugzeug weit weniger Nieten als vergleichbare Konstruktionen. Im Zuge der Modifizierungen von 1976 wurden auch verschiedene Stauhutzen neu konstruiert und in ihrer Position verändert, was zu einer geringfügigen Leistungsverbesserung führte während die erweiterten Flügelspitzen zu einer Absenkung der Stallgeschwindigkeit von 62 mph (100 km/h) auf 58 mph (93 km/h) bei der 112A führten.
Anfangs war der Schulterpunkt der verbauten Dreipunktgurte noch am Sitz angebracht, was sich aber als zu schwach herausstellte. Später wurden diese dann im Zuge einer Lufttüchtigkeitsanweisung 1987 am Rumpf hinter dem Sitz befestigt. Obwohl die Konstruktion speziell darauf ausgelegt ist, Materialermüdung vorzubeugen, war sie Gegenstand einiger Lufttüchtigkeitsanweisungen bezüglich Ermüdungsbrüchen sowohl an den Haupttragflächen als auch am Höhenleitwerk.

## Varianten

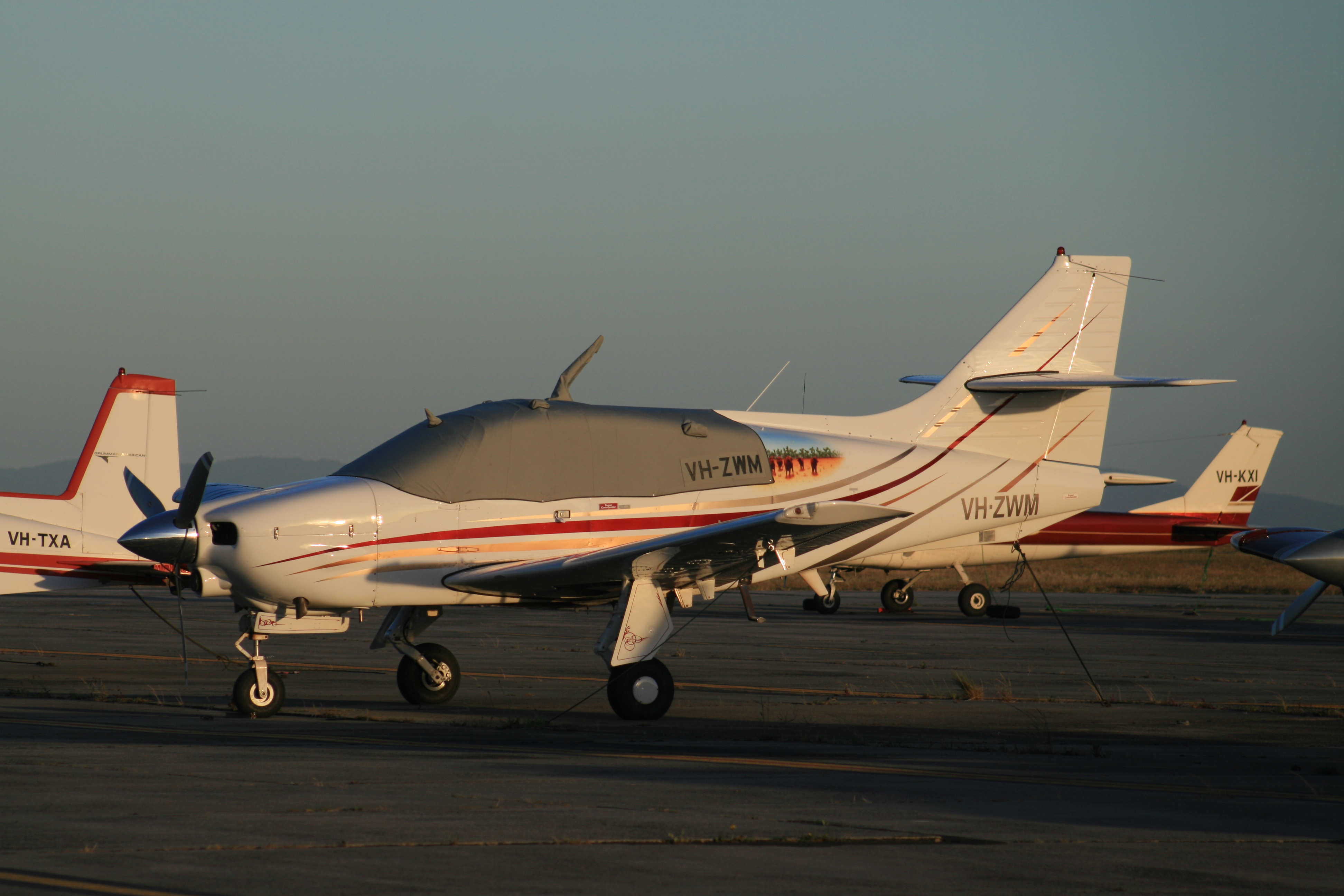
Commander 114

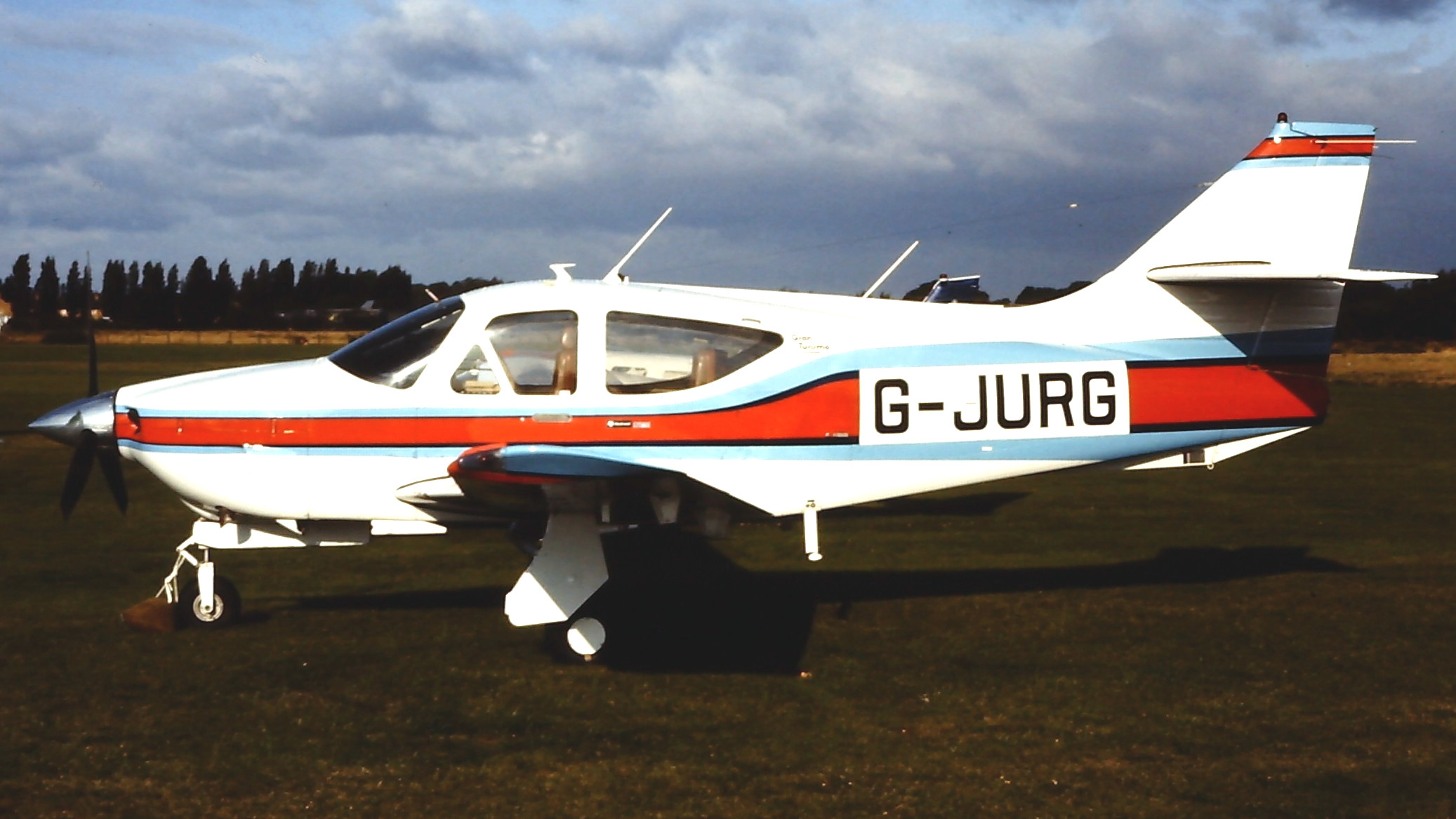
114A Baujahr 1979

111
Starres Fahrwerk, angetrieben von einem Lycoming O-360 mit 180 PS (132 kW), zwei Prototypen gebaut
112
Einziehfahrwerk, angetrieben von einem Lycoming IO-360 mit 200 PS (147 kW), 125 Exemplare gebaut
112A
Marketingbezeichnung für eine verstärkte Version der 112, um die FAR23 Zusatz 7 erfüllen, erhöhtes MTOW, 364 Exemplare gebaut
112B
112A mit weiter erhöhtem MTOW, vergrößerter Spannweite, neuem Propeller und größeren Rädern, 46 Einheiten gebaut
112TC
112A mit turboaufgeladenem Lycoming TO-360-C1A6D, 108 Einheiten gebaut
112TCA
112TC mit erhöhter Nutzlast und höherem MTOW, später als Alpine Commander bezeichnet, 160 Exemplare gebaut
114
112 mit einem Lycoming IO-540-T4A5D mit 260 PS (191 kW), 460 Exemplare gebaut
114A
114 mit ähnlichen Verbesserungen wie bei der 112B, später als Gran Turismo bezeichnet, 41 Exemplare gebaut
114B
Variante der 114A, gebaut von Commander Aircraft mit neuem Propeller, überarbeiteter Cowling und angetrieben von einem Lycoming IO-540-T45BD
114TC
Variant der 114B mit turboaufgeladenem Lycoming TIO-540-AGIA
Super Commander
Umbausatz mit einem Lycoming IO-580, Dreiblattpropeller und neuer Cowling, ergänzende Musterzulassung

## Technische Daten (114A Gran Turismo)
| Kenngröße             | Daten                                  |
| --------------------- | -------------------------------------- |
| Besatzung             | 1                                      |
| Passagiere            | 3                                      |
| Länge                 | 25 ft (7,6 m)                          |
| Spannweite            | 32,76 ft (10 m)                        |
| Höhe                  | 8,42 ft (2,6 m)                        |
| Flügelfläche          | 152 ft² (14,1 m²)                      |
| Flügelstreckung       | 7,74                                   |
| Leermasse             | 2.070 lb (939 kg)                      |
| max. Startmasse       | 3.260 lb (1.479 kg)                    |
| Reisegeschwindigkeit  | 181 mph (291 km/h)                     |
| Höchstgeschwindigkeit | 191 mph (307 km/h)                     |
| Dienstgipfelhöhe      | 16.500 ft (5.029 m)                    |
| Reichweite            | 813 mi (1.308 km)                      |
| Triebwerk             | Lycoming IO-540-T4B5D, 260 PS (191 kW) |